# Andrea Orlandi (football, 2007)
Pour les articles homonymes, voir Orlandi.
Andrea Orlandi, né le 24 janvier 2007, est un footballeur italien qui joue au poste de milieu offensif au Empoli FC.

## Biographie

### Carrière en club
Né à [[]] en Italie, Andrea Orlandi est formé par le Empoli FC, où il s'illustre d'abord en équipes de jeunes,. Lors de la saison 2023-2024, il commence à jouer en Campionato Primavera.

### Carrière en sélection
Andrea Orlandi est convoqué avec l'équipe d'Italie des moins de 17 ans pour participer au Championnat d'Europe des moins de 17 ans qui a lieu en mai et juin 2024. L'Italie atteint la finale de la compétition après sa victoire face au Danemark (1-0),.

## Palmarès
À venir.